# ورزش در یونان

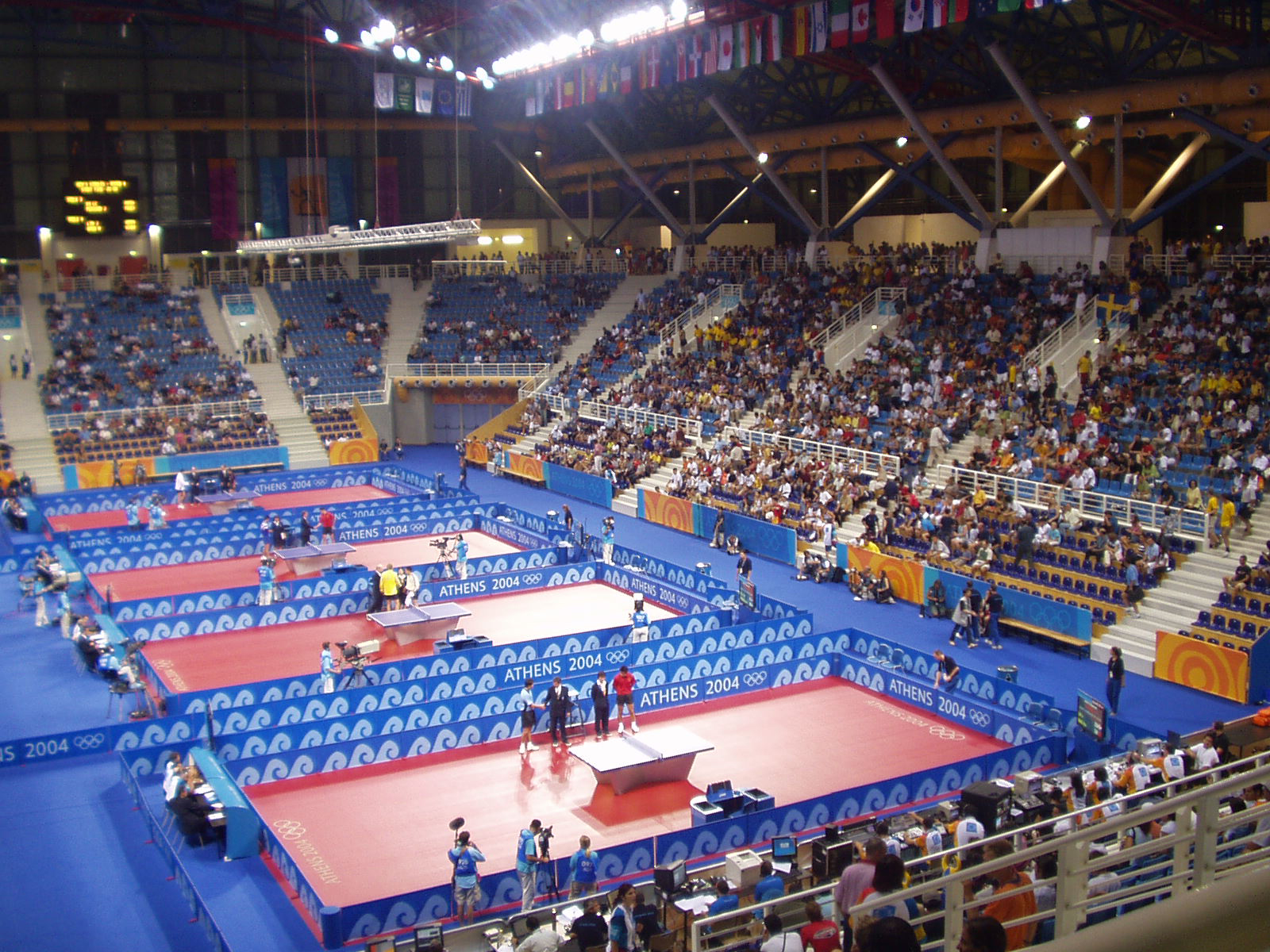
سالن المپیک گالاتسی در بازی‌های المپیک تابستانی ۲۰۰۴.

ورزش در یونان در چند دهه اخیر در تعدادی از زمینه‌های ورزشی توسعه یافته است. در فوتبال به ویژه با قهرمانی تیم ملی فوتبال یونان در جام ملت‌های اروپا ۲۰۰۴ تحول سریعی را تجربه کرده است. بسیاری از ورزشکاران یونانی نیز به موفقیت‌های چشمگیری دست یافته‌اند و در طول سال‌ها در ورزش‌های متعددی مانند بسکتبال، کشتی، واترپلو، دو و میدانی، وزنه‌برداری عناوین جهانی و المپیک را به دست آورده‌اند و بسیاری از آن‌ها به ستاره‌های بین‌المللی در ورزش خود تبدیل شده‌اند.

## ورزش‌های پرطرفدار

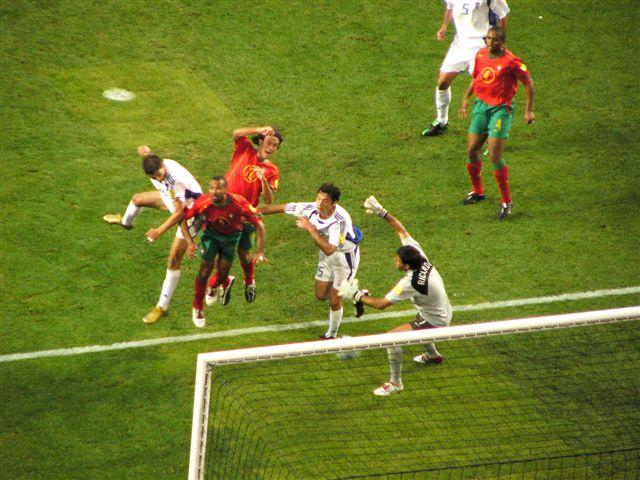
آنجلوس چاریستیس گل پیروزی یونان را در فینال جام ملت‌های اروپا ۲۰۰۴ به ثمر رساند.

### فوتبال
فوتبال محبوب‌ترین ورزش تیمی در یونان است. هیئت حاکمه ملی آن فدراسیون فوتبال یونان است که در سال ۱۹۲۶ تأسیس شد و عضو فیفا و یوفا است. تیم ملی فوتبال یونان در یوفا یورو ۲۰۰۴ به شهرت رسید. در این دوره آنها قهرمان اروپا شدند که توسط بسیاری از مردم به عنوان بزرگ‌ترین شوک تاریخ فوتبال تا به امروز شناخته می‌شود.
این تیم در رده سیزدهم جهان تا سال ۲۰۰۹ قرار داشت، آنها سه بار در سال‌های ۱۹۹۴، ۲۰۱۰ و ۲۰۱۴ به جام جهانی فوتبال راه یافتند، در سال ۲۰۱۴ به مرحله یک‌هشتم نهایی رسیدند، چهار بار برای قهرمانی اروپا در سال‌های ۱۹۸۰، ۲۰۰۸، ۲۰۰۲. و ۲۰۱۲ و یک بار برای جام کنفدراسیون‌های فیفا در سال ۲۰۰۵ حضور داشتند.
یونان سابقه زیادی در تیم‌های جوانان دارد که موفق بوده‌اند. تیم ملی فوتبال زیر ۲۱ سال یونان نایب قهرمان جام ملت‌های اروپا زیر ۲۱ سال در سال ۱۹۸۸ و ۱۹۹۸ شد، تیم ملی فوتبال زیر ۱۹ سال یونان نایب قهرمان مسابقات قهرمانی زیر ۱۹ سال اروپا در سال ۲۰۰۷ شد، و تیم ملی فوتبال زیر ۱۷ سال یونان در مسابقات قهرمانی زیر ۱۷ سال اروپا در سال ۱۹۸۵ نایب قهرمان شد و همچنین مقام سوم را در سال ۱۹۹۱ و مقام چهارم را در سال‌های ۱۹۹۶ و ۲۰۰۰ کسب کرد.

#### لیگ برتر
مسابقات رسمی قهرمانی کشور برای اولین بار در فصل ۲۸–۱۹۲۷ برگزار شد. سوپر لیگ یونان اکنون بالاترین لیگ حرفه ای در سیستم لیگ فوتبال یونان است. این تیم در حال حاضر از نظر ضریب یوفا در رتبه دوازدهم قرار دارد و از سال ۱۹۹۶ تا ۲۰۰۶ در بین ده لیگ برتر برتر اروپا قرار گرفت و اوج آن در سال ۲۰۰۲ و ۲۰۰۳ بود که در رتبه ششم بود. جام حذفی فوتبال یونان اصلی‌ترین رقابت‌های جام داخلی بوده است که در فصل ۳۲–۱۹۳۱ افتتاح شد. در هر دو لیگ تیم المپیاکوس بی رقیب بوده است که موفق‌ترین باشگاه فوتبال یونان است و پس از آن، دو باشگاه بزرگ فوتبال آتن، باشگاه فوتبال پاناتینایکوس و باشگاه فوتبال آ. ا. ک آتن و باشگاه فوتبال پائو در تسالونیکی قرار دارند. المپیاکوس تنها تیم یونانی است که عناوین فوتبال اروپا، لیگ کنفرانس یوفا ۲۰۲۴ و لیگ جوانان یوفا ۲۰۲۴ را کسب کرده است.

## بازی‌های المپیک
سازماندهی موفقیت‌آمیزبازی‌های المپیک تابستانی ۲۰۰۴ و پارالمپیک آتن ۲۰۰۴ منجر به توسعه بیشتر بسیاری از ورزش‌ها و ایجاد بسیاری از مکان‌های ورزشی در کلاس جهانی در سراسر یونان و به ویژه در آتن شده است. ورزشکاران یونانی در مجموع ۱۶۹ مدال برای یونان در ۱۷ رشته ورزشی مختلف المپیک در بازی‌های المپیک تابستانی از جمله بازی‌های بین‌المللی کسب کرده‌اند، دستاوردی که یونان را به یکی از کشورهای برتر جهان در رده‌بندی مدال‌های هر پایتخت در جهان تبدیل می‌کند.
گفته می‌شود یونان محل برگزاری بازی‌های المپیک باستانی بود که اولین بار در سال ۷۷۶ قبل از میلاد در المپیا ثبت شد و دو بار، المپیک تابستانی ۱۸۹۶ و المپیک تابستانی ۲۰۰۴ میزبان بازی‌های المپیک مدرن بود. این کشور همچنین میزبان بازی‌های بین‌المللی ۱۹۰۶ بود که در آن زمان به عنوان بازی‌های المپیک در نظر گرفته می‌شد اما امروز به‌طور رسمی توسط کمیته بین‌المللی المپیک به رسمیت شناخته نشد. در طول رژه ملت‌ها، یونان همیشه به عنوان کشور بنیان‌گذار پیشرو باستانی المپیک مدرن نامیده می‌شود و نهاد حاکم ملی آن کمیته المپیک یونان است.
یونان با کسب ۱۲۱ مدال (۳۵ طلا، ۴۵ نقره و ۴۱ برنز)، در رده ۳۲ مدال طلا در تعداد مدال‌های المپیک تابستانی قرار دارد. بهترین عملکرد آنها در بازی‌های المپیک تابستانی ۱۸۹۶ بود، زمانی که یونان با ۱۰ مدال طلا، یک طلا کمتر از ایالات متحده، بیشترین مدال نقره (۱۷) و برنز (۱۹) و همچنین بیشترین مدال در جدول مدال‌ها دوم شد. پس از یک دوره طولانی نتایج ضعیف، بهبود کسب مدال‌ها در بازی‌های المپیک تابستانی ۱۹۹۲ افزایش یافت و یونان رکوردهای پی در پی مدال‌آوری را در سه بازی المپیک بعدی ثبت کرد.
ورزشکاران یونانی در ۱۵ رشته ورزشی مختلف مدال کسب کرده‌اند، اما ورزش‌هایی که تیم یونان در آنها بیشترین مدال‌ها را کسب کرده است، در درجه اول دو و میدانی و وزنه‌برداری و همچنین سایر ورزش‌ها مانند کشتی، ژیمناستیک و تیراندازی است. در بازی‌های ۱۹۰۶ یونان با ۸ مدال طلا، ۱۴ نقره و ۱۳ برنز سوم شد و در مجموع پس از فرانسه با ۳۵ مدال دوم شد. این مدال‌ها به‌طور رسمی در شمارش مدال‌های المپیک گنجانده نشده‌اند. ورزش‌های زمستانی در یونان نقش مهمی ایفا نکرده‌اند، بنابراین این کشور تاکنون هیچ مدالی در بازی‌های المپیک زمستانی کسب نکرده است. با وجود آن، یونان رژه ملل را در بازی‌های المپیک زمستانی نیز رهبری می‌کند.

### بازی‌های پارالمپیک
ورزش‌های پارالمپیک از اواخر دهه ۱۹۷۰ در یونان رشد چشمگیری داشته است. اولین حضور ورزشکاران دارای کم توانی جسمی در بازی‌های پارالمپیک در سال ۱۹۷۶ بود. برگزاری بازی‌های پارالمپیک در آتن به رشد چشمگیری منجر شد. تیم یونان در ۱۷ رشته از ۱۹ رشته ورزشی المپیک نماینده داشت و ۲۰ مدال (۳ طلا، ۱۳ نقره و ۴ برنز) کسب کرد. در بازی‌های پارالمپیک ۲۰۰۸ پکن، تیم یونان با کسب ۲۴ مدال (۵ طلا، ۹ نقره و ۱۰ برنز) موفق‌ترین حضور خود را تا کنون انجام داده است. یونان در مجموع ۱۰۵ مدال در بازی‌های پارالمپیک کسب کرده است.

## لیگ‌های ورزشی
- سوپر لیگ فوتبال یونان